# Gustav Stresemann
Gustav Stresemann (Berlín, Imperi Alemany 1878 - íd. 1929), polític alemany que fou nomenat canceller i Ministre d'Afers Estrangers durant la República de Weimar. El 1926 fou guardonat, juntament amb Aristide Briand, amb el Premi Nobel de la Pau.

## Joventut
Nasqué el 10 de maig de 1878 a Berlín en una família d'empresaris cervesers. Estudià Filosofia i Literatura a les Universitats de Berlín i Leipzig i posteriorment rebé un doctorat en econòmiques. El 1902 arribà a presidir la federació d'industrials de Saxònia.

## Vida política
El 1907 fou elegit diputat al Parlament Alemany dins les files del Patit Nacional-Liberal, més endavant anomenat Partit Popular, un grup polític de dretes, nacionalista i expansionista que va tardar a acceptar el règim republicà i democràtic implantat per la Constitució de Weimar de 1919.
La seva visió política es moderà amb el temps i va dur el seu partit, que liderà des de 1917, a acceptar les clàusules del Tractat de Versalles després de la Primera Guerra Mundial, i va recuperar l'entesa amb les potències occidentals per tal de rellançar la influència econòmica i política d'Alemanya a l'exterior.
El 1923 Stresemann fou escollit canceller de la gran coalició de govern que pretenia resoldre la crítica situació econòmica i política del país, agreujada en aquells moments per l'ocupació de la conca minera de la Regió del Ruhr per França com a garantia de cobrament de les indemnitzacions de guerra que l'estat alemany havia de pagar a l'estat francès però que realment no podia afrontar. Stresemann va canviar de política per tal de buscar una sortida negociada al problema francès i va aconseguir estabilitzar les relacions entre ambdós països. Tot i els avanços va haver de fer front a un cop d'Estat –frustrat– de l'ultranacionalista Adolf Hitler i, posteriorment, va perdre el suport del poble i del seu partit i va caure del poder el mateix any, tot i que mantingué el ministeri d'Afers Exteriors en tots els governs posteriors i fins a la seva mort.
La seva política de diàleg i consens va aconseguir enfortir la posició internacional d'Alemanya, així com la seva estabilitat interna. Va millorar les relacions amb el Regne Unit acceptant el Pla Dawes per al pagament de les indemnitzacions de guerra (1924); va aconseguir signar amb el primer ministre francès Aristide Briand el Tractat de Locarno l'any 1925 per aconseguir estabilitzar les fronteres al Ruhr; va aconseguir l'ingrés d'Alemanya en la Societat de Nacions amb un lloc permanent al Consell (1926); forçà la retirada del control militar dels aliats en territori alemany (1927) i donà suport al Pacte Briand-Kellogg de renúncia a la utilització de la guerra en les relacions internacionals (1928).
El 1926 fou guardonat amb el Premi Nobel de la Pau, juntament amb Aristide Briand, pels seus esforços en aconseguir la signatura del Tractat de Locarno de 1925.
Stresemann va morir d'apoplexia el 3 d'octubre de 1929 quan acabava d'anunciar públicament el seu suport al pla d'integració política europea proposat per Aristide Briand.